# 高松市立木太小学校
高松市立木太小学校（たかまつしりつ きたしょうがっこう）は、香川県高松市木太町にある市立小学校。

## 概要
高松市の中部、南北に長い木太地区のほぼ中央に位置する小学校である。

## 学校データ
- 児童数：567人（2009年度[1]）
- 児童愛称：

学校施設（2008年5月1日時点）
- 普通教室：28教室
- 特別教室：18教室
- 校舎面積：7204m2
- 体育館面積：1038m2

服装規定
- 制服：あり（通年必用）
- 防寒着：不明

## 歴史

### 年表
- 1977年（昭和52年）4月1日 - 校区内に高松市立木太南小学校新設。校区変更。
- 1990年（平成2年）4月1日 - 校区内に高松市立木太北部小学校新設。校区変更。

### 全校児童数の推移
木太小学校の児童数は近年横ばいで推移している。
- 1999年度：569人
- 2000年度：557人（-12人）
- 2001年度：567人（+10人）
- 2002年度：570人（+3人）
- 2003年度：540人（-30人）
- 2004年度：522人（-18人）
- 2005年度：524人（+2人）
- 2006年度：584人（+60人）
- 2007年度：571人（-13人）
- 2008年度：569人（-2人）
- 2009年度：567人（-2人）

## 通学区域
通学区域は高松市木太地区の一部。
- 高松市
  - 木太町（中央・木太南・木太北部小学校区を除く）

## 進学先中学校
- 高松市立玉藻中学校

## 校区内の主な施設
- JR木太町駅
- 高松市木太出張所

## 交通
- ことでん長尾線林道駅より徒歩12分（0.6km）
- ことでんバスサンメッセ・川島・西植田線 札場バス停より徒歩9分（0.5km）